# Хималайска котка
Хималайската котка е изкуствено създадена в САЩ дългокосместа порода домашна котка, получена при кръстоската на персийска котка със сиамка.
Характерна е с окраската си калърпойнт, която е заимствала от сиамките, и с почти идентичния си с персийската котка външен вид. Породата е наречена „хималайска“ поради приликата ѝ с хималайския заек.

## Външен вид
Средни до големи размери. На външен вид наподобява пухкава топка. Масивна конструкция, къси крайници. Опашката е къса и я носи изправена. Главата е кръгла, с изпъкнали бузи и масивна челюст. Гледани в профил челото, носът и брадичката попадат на една вертикална линия. Носът е чип, с еднаква дължина и ширина, и има ясно изразен стоп. В идеалния случай стопът му трябва да бъде малко по-високо от средната линия на очите. Очите са големи и кръгли, с меко изражение, задължително в синьо, като е добре цветът да бъде възможно най-наситен. Синият цвят на очите също е наследство от сиамските котки. Ушите са малки и раздалечени. Козината е дълга, с гъст подкосъм, който придава обем и пухкавост. Цветът на козината винаги е калърпойнт като се допускат всички цветове, включително таби и окраска тип костенурка по крайниците.

## Характер
Тихи и спокойни, отлично приспособени за живот в апартаменти. Същевременно кръвната им връзка със сиамките ги прави малко по-активни от персийките.